# Може Нормандский
Може́, также Може́р Нормандский (фр. Mauger de Normandie, 964/975 — 1033/1040) — сын герцога Нормандского Ричарда I, граф Корбея, возможно, первый граф Авранша и Мортена.

## Биография
Може был третьим сыном герцога Нормандии Ричарда I от его второй жены, Гунноры де Крепон. Между 995 и 1000 годами он женился на Жермене де Корбей, внучке Эмона де Корбей и наследнице графства, став благодаря этому браку графом Корбея по праву жены (лат. Jure uxoris) в 1012 либо в 1031 году. После смерти короля Франции Роберта II в 1031 году выступил вместе с Робертом Дьяволом, герцогом Нормандии и Фульком III Анжуйским на стороне наследника Генриха I в борьбе за власть против его матери, королевы Констанции и её претендента, младшего брата короля, Роберта Бургундского. Действия Може Нормандского внесли значительный вклад в победу Генриха в борьбе за королевский престол.
Также Гийом Жюмьежский, в своём произведении «Деяний герцогов Нормандии» (лат. Gesta Normannorum Ducum), называет Може Нормандского дядей короля Генриха I.

## Брак и дети
В браке с Жерменой де Корбей родилось двое детей:
- Гильом Герлан (фр. Guillaume Guerlenc), граф Корбея, Авранша и Мортена.
- Эмон Зубатый (фр. Aymon Le Dentu), сеньор Крёлли, Эвреси, Мези[фр.], Ториньи[фр.] и, возможно, Сент-Сколасс-сюр-Сарт[фр.][3].